# Hollywood Hotel
Hollywood Hotel è un film del 1937 diretto da Busby Berkeley.
Il film narra la storia di un giovane musicista interpretato da Dick Powell, emigrato a Hollywood, per diventare una star. Non lavora bene all'inizio ma trionfa alla fine. Grandi numeri musicali e commedia divertente. Nella sua seconda (ma non accreditata) apparizione cinematografica, un giovanissimo Ronald Reagan appare brevemente nell'interpretazione di un annunciatore in una scena ambientata durante una premiazione di Hollywood. Nel film c'è anche Ted Healy, nel ruolo di un fotografo di Hollywood. Healy è noto per la creazione dell'atto del Vaudeville. Hollywood Hotel uscì nel gennaio del 1938, un mese dopo la morte di Healy.
Viene ricordato per la canzone Urrà per Hollywood di Johnny Mercer e Richard A. Withing, cantata da Johnnie Davis e Harry Langford, accompagnata da Benny Goodman e la sua orchestra. La canzone è diventata uno standard della colonna sonora della cerimonie di premiazione dei Premi Oscar. Infatti questa musica contiene molti riferimenti all'industria del cinema.

## Produzione
Il film fu prodotto dalla First National Pictures e Warner Bros.